# Errazurizia rotundata
Errazurizia rotundata là một loài thực vật có hoa trong họ Đậu. Loài này được (Wooton) Barneby miêu tả khoa học đầu tiên.